# Jesús Vázquez Muñoz
Antonio Jesús Vázquez Muñoz (Santa Olalla del Cala, Huelva, 18 de enero de 1980) es un exfutbolista español, retirado en la temporada 2016-2017 jugando su último partido con la camiseta blanquiazul contra el San Fernando. Actualmente ostenta el cargo de presidente del Recreativo de Huelva. Nació en Santa Olalla de Cala (Huelva), el 18 de enero de 1980. Era un centrocampista que jugó en el Recreativo de Huelva en la mayor parte de su carrera deportiva, siendo el jugador que más veces ha defendido la camiseta del Recreativo de Huelva en toda su historia. Actualmente es presidente del Recreativo de Huelva.

## Biografía
A los 19 años empezó a jugar en el Club de Fútbol Extremadura, tres años después, a los 22 empezó a jugar en el Tenerife, donde jugó 4 temporadas, fue un jugador muy importante, llegó a ser el capitán del equipo; a los 26 años fue fichado por el Recreativo de Huelva donde obtuvo el dorsal 10.
El 26 de junio de 2011 es contratado por el Real Club Deportivo de La Coruña para ayudar a devolver al equipo gallego a la máxima categoría. Tras lograr el ascenso a Primera División con el conjunto gallego este sólo ha disputado ocho encuentros. Debido a esto, El Recreativo de Huelva hizo oficial el fichaje de Jesús Vázquez, centrocampista onubense que dejó el club albiazul para jugar las temporadas 2011-2012 y 2012-2013 en el Deportivo de la Coruña y que en el mercado veraniego de 2013 volvió a su tierra.
En julio de 2019 es nombrado coordinador de la cantera del Recreativo de Huelva después de su paso como entrenador en el filial de este. El 19 de junio de 2023 el consejo de administración del conjunto onubense nombró a Jesús Vázquez presidente del club.

## Trayectoria

### Extremadura
En 1999 llegó al CF Extremadura. En el 2000, llegó Edu Moya, los dos en 2002 se fueron al CD Tenerife.

### Tenerife
En 2002 llegó al Tenerife, que estaba recién descendido a segunda división. Jesús debutó con el CD Tenerife en Soria, en una eliminatoria de Copa ante el CD Numancia, en septiembre del 2002. Fue uno de los jugadores más utilizados por todos los entrenadores que pasaron por el Tenerife, casi siempre era titular. Tanto jugaba en la línea del medio del campo como en la banda izquierda, es bastante polifacético. 
En la 3ª temporada con el CD Tenerife superó sus 100 partidos. Coincidió con su actual compañero Edu Moya a la entrada y a la salida del club. Después de 4 temporadas, Jesús se va hacia el Recreativo de Huelva. Él se sentía muy querido por la afición del CD Tenerife, pero no podía decirle 'no' a una oferta de 1ª división.

### Recreativo
En 2006 llegó al Recreativo de Huelva. Ha sido uno de los jugadores más queridos por la afición.
En el Recreativo jugó más de 100 partidos, jugando casi siempre de titular indiscutible. Dirigió el juego con calidad y se sacrificaba por el equipo.

### Selección andaluza
Disputó el partido "por la paz" que se jugó en la ciudad de Sevilla, en diciembre de 2006, junto a otros jugadores; Joaquín, Sergio Ramos, Alejandro Alfaro .

### Selección extremeña
En 2007 participó en el primer partido de la Selección de fútbol de Extremadura disputado en el Estadio Nuevo Vivero de Badajoz, en el que el combinado extremeño se midió a Guinea Ecuatorial.

## Clubes
| Club                   | País   | Año       |
| ---------------------- | ------ | --------- |
| CF Extremadura         | España | 1999-2002 |
| CD Tenerife            | España | 2002-2006 |
| Recreativo de Huelva   | España | 2006-2011 |
| Deportivo de la Coruña | España | 2011-2013 |
| Recreativo de Huelva   | España | 2013-2017 |

## Estadísticas

### Temporada 2004-2005
| Competición | Equipo      | Partidos Jugados | Partidos titular | Goles | Tarjetas Amarillas | Tarjetas Rojas |
| ----------- | ----------- | ---------------- | ---------------- | ----- | ------------------ | -------------- |
| La liga     | CD Tenerife | 36               | 33               | 3     | 13                 | 2              |

### Temporada 2006-2007
| Competición | Equipo     | Partidos Jugados | Partidos titular | Goles* | Tarjetas Amarillas | Tarjetas Rojas | Posición en Clasificación final |
| ----------- | ---------- | ---------------- | ---------------- | ------ | ------------------ | -------------- | ------------------------------- |
| La liga     | Recreativo | 37               | 36               | 6      | 7                  | 0              | 8º                              |

### Goles
-Gol en la jornada 12, marca un gol, en el min 89, al Real Racing Club de Santander
-Gol en la jornada 15, marca un gol, en el min 18, al Sevilla FC
-Gol en la jornada 17, marca un gol, en el min 55, al RCD Español
-Gol en la jornada 29, marca un gol, de penalti en el min 37, al RC Celta.
-Gol en la jornada 34, marca un gol, de penalti en el min 88, al Sevilla FC.
-Gol en la jornada 35, marca un gol, de penalti en el min 73, al Real Madrid CF

## Palmarés
- Campeón del Partido por la Paz, con la Selección Andaluza en diciembre del 2006
- Subcampeón del Trofeo Colombino con el Recreativo de Huelva en 2006
- Campeón del juego limpio, con el Recreativo de Huelva en la liga 2006/07
- Subcampeón del Trofeo Colombino con el Recreativo de Huelva en 2007
- Campeón del Trofeo Colombino con el Recreativo de Huelva en 2008
- Campeón de la Segunda División de España con el Deportivo de la Coruña en la temporada 2011/2012